# Nasr ibn Muhàmmad

Mapa de l'Emirat de Granada nassarita el 1306 sota el domini de Muhàmmad III.

Abu-l-Juyuix Nasr ibn Muhàmmad (1287-1322) fou rei musulmà de la dinastia nassarita de Granada del 1309 al 1314. Va succeir el seu germà Muhàmmad III al-Makhlú quan aquest va abdicar el març de 1309. Tenia llavors 22 anys.
El regne estava amenaçat per catalans-aragonesos i castellans pel nord, i pels marínides al Magreb. La situació era preocupant doncs no es podia rebre ajut dels abdalwadites de Tlemcen que estaven en pau amb el Marroc i eren aliats dels catalans; el 20 de juliol de 1309 la ciutat de Ceuta, origen del conflicte, proclamava la sobirania marínida i abandonava als nassarites. L'ofensiva dels cristians contra Algesires i Almeria va ser descoordinada i gran part dels contingents castellans a la primera es va retirar a mitjan any 1309. El setge d'Almeria, que no es va iniciar fins a mitjan agost del 1309 quan van arribar els catalans per mar; l'avituallament l'havien de fer els vaixells catalans i quan va arribar el fred i el mal temps va fer difícil la navegació.
Després de la submissió de Ceuta els marínides no tenien més ambicions territorials i el sultà estava disposat a acceptar un tractat de pau amb Nasr, especialment després de l'ocupació castellana de Gibraltar el setembre del 1309, i es va signar un acord pel qual Algesires, Ronda i les poblacions de les seves comarques passaven al sultà com a dot de germana del rei de Granada (que es va casar amb el sultà Abu-r-Rabí Sulayman ibn Yússuf (1308-1310) i a canvi de l'ajut d'aquest contra els catalans i castellans. Finalment els castellans van aixecar el setge d'Algesires el gener del 1310 quan el rei Ferran IV va acceptar la proposta de Nasr d'esdevenir el seu vassall i restituir algunes fortaleses de la frontera (Quesada i Bedmar) a canvi de renunciar a conquerir Algesires. Quant a Almeria, veient que els castellans no enviaven forces per terra, els catalans es van retirar (desembre de 1309) i van signar una treva (26 de gener de 1310) en la qual cobraven un tribut i eren alliberats els captius cristians. Els catalans ja no van tornar i les operacions dels castellans es van limitar a escaramusses frontereres. La mort de Ferran IV el setembre del 1312 va posar fi gairebé a les seves operacions si bé els castellans van completar amb èxit el setge d'Alcaudete.
Per raons desconegudes Nasr va esdevenir impopular. El 8 de febrer de 1314 fou enderrocat pel seu cosí Ismaïl I fill del governador de Màlaga. Se li va autoritzar a residir a Guadix i administrar la comarca. El 1316 va demanar ajut als castellans per ser reposat al tron. Això va portar a una guerra entre Castella i Granada que va acabar amb la batalla de la Vega de Granada (26 de juny de 1319) en què els dos infantes regents de Castella van ser derrotats i morts, i el 18 de juny de 1320 es va justar una treva de 8 anys. Nasr va morir dos anys després, el 1322.